# أفتانديل ماخارادزي
أفتانديل ماخارادزي (بالجورجية: მახარაძე, ავთანდილ ივანეს ძე) هو ممثل جورجي (وحمل سابقاً جنسية الاتحاد السوفيتي)، ولد في 16 أغسطس 1943 بباطوم في جورجيا. من الجوائز التي نالها جائزة نيكا.

## جوائز
- جائزة نيكا

## وصلات خارجية
- أفتانديل ماخارادزي على موقع IMDb (الإنجليزية)
- أفتانديل ماخارادزي على موقع قاعدة بيانات الفيلم (الإنجليزية)